# جامعة الطب وطب الأسنان في نيوجيرسي - مدرسة طب روبرت وود جونسون

جامعة الطب وطب الأسنان في نيوجيرسي - مدرسة طب روبرت وود جونسون (بالإنجليزية: University of Medicine and Dentistry of New Jersey - Robert Wood Johnson Medical School)‏ هي إحدى الكليات لتدريس الطب في الولايات المتحدة الأمريكية. تقع في مدينة بيسكاتاواي في ولاية نيوجيرسي الأمريكية. نوع الشهادة الطبية التي يتم تحصيلها هناك هي دكتور في الطب.